# Peyrusse-le-Roc
Peyrusse-le-Roc település Franciaországban, Aveyron megyében. Lakosainak száma 202 fő (2022. január 1.). Peyrusse-le-Roc Les Albres, Asprières, Drulhe, Galgan, Naussac és Sonnac községekkel határos.

## Népesség
A település népességének változása:
| Lakosok száma | 392  | 374  | 288  | 204  | 224  | 229  | 227  | 214  | 210  | 202  |
|               | 1968 | 1982 | 1990 | 2006 | 2013 | 2015 | 2017 | 2019 | 2020 | 2022 |